# ویکتوریا همیلتون
ویکتوریا همیلتون (انگلیسی: Victoria Hamilton؛ زادهٔ ۵ آوریل ۱۹۷۱) بازیگر اهل بریتانیا است.
از فیلم‌ها یا برنامه‌های تلویزیونی که وی در آن نقش داشته‌است، می‌توان به ترفند، دولت پنهان، دکتر فاستر، آدمکشان میدسامر، منسفیلد پارک، ویکتوریا و آلبرت، خبر داغ، نان تست، اقناع، محاکمه و مجازات و تاج اشاره کرد.